# Massenselbsttötung
Als Massenselbsttötung (oft auch Massenselbstmord) wird der Suizid einer größeren Gruppe von Menschen bezeichnet, die meist gleichzeitig und aus denselben Motiven durchgeführt wird. Bei einigen als Massenselbsttötung bezeichneten Fällen ist es jedoch fraglich, ob es sich um Selbsttötung oder um Mord handelt.

## Frühere Geschichte
Zu einer Massenselbsttötung kam es 73 n. Chr. während der Belagerung Masadas in der römischen Provinz Judäa (heutiges Israel) durch römische Truppen. Flavius Josephus berichtet, dass die über 900 Belagerten angesichts ihrer aussichtslosen Lage beschlossen, lieber als freie Menschen zu sterben, als den Römern in die Hände zu fallen. Laut dem Bericht von Flavius Josephus bestimmten die Belagerten durch Lose einige Männer, die zunächst alle anderen und anschließend sich selbst töten sollten. Als die römischen Soldaten schließlich die Festung stürmten, fanden sie nur noch zwei Frauen und fünf Kinder, die sich in einem Brunnen versteckt hatten, lebend vor. Alle anderen Menschen in der Festung starben durch Tötung auf Verlangen bzw. Suizid.

## Indien
Im Zuge der islamischen Eroberung Nordindiens sind mehrere Fälle von Massenselbstmord (jauhar) von Rajputen-Kriegern sowie von deren Frauen und Kindern dokumentiert. Die bekanntesten sind die von Chittorgarh in den Jahren 1303, 1528 und 1568, doch auch aus Jaisalmer sind zwei Fälle bekannt.

## Bali
Auch von der hinduistisch geprägten Insel Bali sind zwei Fälle (puputan) aus dem beginnenden 20. Jahrhundert bekannt.

## Neuzeit
- 46 der 47 Rōnin begingen am 4. Februar 1703 Seppuku (Selbsttötung), nachdem sie den Tod ihres Herren gerächt hatten und dafür zum Tode verurteilt worden waren.
- Nach dem Ende der Schlacht um Saipan im Pazifikkrieg 1944 begingen zahlreiche japanische Soldaten und Zivilisten Suizid, indem sie sich an der Nordspitze der Insel von den Klippen stürzten.
- Während der Schlacht um Berlin nahm sich eine hohe Anzahl von Menschen das Leben, darunter ganze Familien – ein bekanntes Beispiel ist der Reichsarzt-SS Ernst-Robert Grawitz, der sich und seine Familie in Potsdam-Babelsberg durch Handgranaten tötete.[2]
- Eine der größten bekannten Massenselbsttötungen in der Geschichte ereignete sich mit dem Massensuizid in Demmin im Mai 1945. Ungefähr 1000 Einwohner beendeten vor und nach dem Einmarsch der Roten Armee ihr Leben.[3]
- Jonestown-Massaker: Am 18. November 1978 töteten sich in Jonestown im guayanischen Urwald ein Großteil der Anhänger von Jim Jones mit Cyanid-haltiger Limonade. 921 Menschen wurden tot aufgefunden, darunter 276 Kinder und Jones selbst. Man nimmt aber an, dass viele der Getöteten unter Zwang handelten.
- Für Aufsehen sorgte 1994 die Massenselbsttötung von 61 Mitgliedern der Sonnentempler in der Schweiz. Weitere Anhänger folgten dem Beispiel der rituellen Verbrennung: Im Dezember 1995 starben 16 Menschen in Frankreich und im März 1997 fünf weitere in Kanada.
- Aufsehenerregend war auch der rituelle Suizid von 39 Mitgliedern von Heaven’s Gate in Rancho Santa Fe (Kalifornien, USA) im Jahr 1997. Nach deren Ansicht bedeutete der Komet Hale-Bopp die Ankunft eines außerirdischen Raumschiffes, das die Anhänger einem „höheren Zustand“ zuführen sollte.
- Im März 2000 starben bei einem Massensuizid der Bewegung zur Wiederherstellung der Zehn Gebote in Uganda mindestens 500 Sektenmitglieder. Unter den Todesopfern befanden sich 68 Kinder, die nicht freiwillig starben, sondern ermordet wurden.